# ГЕС Окуїдзумі
ГЕС Окуїдзумі (яп. 奥泉発電所, Окуідзумі хацуденшьо, Гепберн: Okuizumi hatsudensho) — гідроелектростанція в Японії на острові Хонсю. Знаходячись між ГЕС Ігава (вище по течії) та ГЕС Оїгава, входить до складу каскаду на річці Ой, яка на східному узбережжі острова впадає до затоки Суруга (Тихий океан).
В межах проекту Ой перекрили бетонною гравітаційною греблею висотою 45 метрів та довжиною 76 метрів, яка потребувала 35 тис. м3 матеріалу. Вона утримує водосховище з площею поверхні 0,2 км2 та об'ємом 3,2 млн м3, з яких 0,6 млн м3 відносяться до корисного об'єму. Далі по правобережжю прокладена дериваційна траса довжиною біля 8 км, основна частина якої виконана в діаметрі 4,9 метра. Траса зокрема включає сифон через долину притоки Ой річки Секіносавагави. На останній (так само як і на річці Курішірогава — лівій притоці Сумати, котра в свою чергу впадає праворуч до Оі) облаштовані додаткові водозабори. З урахуванням бічних відгалужень загальна довжина дериваційної системи станції Окуїдзумі становить 10,8 км.
На завершальному етапі ресурс потрапляє до напірного водоводу довжиною 0,25 км зі спадаючим діаметром від 4,8 до 4 метрів. В системі також працює вирівнювальний резервуар висотою 40 метрів з діаметром 15 метрів.
Основне обладнання станції становлять три турбіни типу Френсіс загальною потужністю 94 МВт (номінальна потужність станції рахується як 92 МВт), котрі використовують напір у 174 метра.